# Crizocloride
Crizocloridele (Chrysochloridae) este o familie de mamifere insectivore subpământene din Africa tropicală subsahariană din ordinul afrosoricidelor (Afrosoricida).  Au dimensiuni mici: o lungime a capului și a corpului de 7,0–23,5 cm și o greutatea de 16–500 g. Duc o viață subterană ca și cârtița. Ca o adaptare la acest mediu, corpul lor este cilindric, botul scurt și conic, coada scurtă rudimentară, nevizibilă din exterior.Au o perniță mare de piele pe nas, care le ajuta să se ascundă sub pământ. Capul are o formă triunghiulară. Urechile sunt mici, ascunse sub blana și nu sunt vizibile la exterior, pavilionul urechii lipsește, iar ochii sunt mici și, de regulă, acoperiți cu piele. Blana lor este groasă, de culoare arămie, cu luciu metalic. La degete au gheare puternice pentru săpat. Spre deosebire de cârtițele noastre, la membrele anterioare au numai patru degete, cele două mediane fiind înarmate cu gheare puternice și încovoiate. Au 36—40 de dinți. 
Se cunosc până-n prezent 9 genuri și 21 specii. Au lăsat fosile din eocenul superior (acum 40 milioane de ani). Chrysochloris aurea este răspândită în Africa de Sud. În clasificările mai vechi această familie era inclusă în ordinul insectivorelor, însă are așa de numeroase caractere distinctive de celelalte insectivore, încât a fost așezată în prezent într-un subordin deosebit, Chrysochloridea și un ordin separat, Afrosoricida.